# Coelichneumon tenuitarsis
Coelichneumon tenuitarsis là một loài tò vò trong họ Ichneumonidae.